# 有序環
在抽象代數中，有序環是一個（通常是交換的）環R，存在全序≤，使得對於R中的所有a、b和c：
如果a ≤ b，則a + c ≤ b + c。
如果0 ≤ a和0 ≤ b，那麼0 ≤ ab。
實數是一個有序環，也是有序欄位。 整數是實數的子集，是一個有序環，不是有序欄位。